# Puchar Azji w hokeju na lodzie
Puchar Azji w hokeju na lodzie – międzynarodowy turniej hokeja na lodzie organizowany przez IIHF w latach 1992 - 1995. W trzech edycjach które się odbyły uczestniczyło łącznie pięć zespołów. Najlepszą drużyną w historii tych rozgrywek jest drużyna Japonii, która dwukrotnie zwyciężyła w tych rozgrywkach.
Można go uznać za prekursora rozgrywek Azjatyckiego Puchar Challenge IIHF, Pucharu Arabskiego w hokeju na lodzie, czy Mistrzostw Zatoki Perskiej w hokeju na lodzie.
| Rok  | Złoto          | Srebro         | Brąz             | Miasta gospodarze | Państwo gospodarz |
| ---- | -------------- | -------------- | ---------------- | ----------------- | ----------------- |
| 1992 | Japonia (1)    | Chiny          | Korea Północna   | Obihiro           | Japonia           |
| 1993 | Japonia (2)    | Korea Północna | Korea Południowa | Sapporo           | Japonia           |
| 1995 | Kazachstan (1) | Japonia        | Chiny            | Seul              | Korea Południowa  |